# Virginia Slims of Chicago 1986
Virginia Slims of Chicago 1986 — жіночий тенісний турнір, що проходив на закритих кортах з килимовим покриттям UIC Pavilion у Чикаго (штат Іллінойс, Сполучені Штати Америки|США) в рамках Туру WTA 1986. Відбувсь уп'ятнадцяте і тривав з 10 листопада до 16 листопада 1986 року. Перша сіяна Мартіна Навратілова здобула титул в одиночному розряді, свій сьомий загалом на цьому турнірі, й отримала 33 тис. доларів США.

## Фінальна частина

### Одиночний розряд
Мартіна Навратілова —  Гана Мандлікова 7–5, 7–5
- Для Навратілової це був 13-й титул в одиночному розряді за сезон і 124-й — за кар'єру.

### Парний розряд
Клаудія Коде-Кільш /  Гелена Сукова —  Штеффі Граф /  Габріела Сабатіні 6–7(5–7), 7–6(7–5), 6–3